# Bataillon Bhairavnath
Le bataillon Bhairavnath (aussi orthographié Bhairab Nath) est un bataillon de l’armée népalaise. Créé en 1849 sous la forme d’un régiment, il est depuis 1975 un bataillon parachutiste. Le bataillon est en particulier connu pour les atrocités commises par ses membres pendant la guerre civile népalaise. Sa caserne sert notamment de camp d’internement extrajudiciaire dans lequel plusieurs centaines de prisonniers sont affamés, torturés et exécutés sans procès.

## Histoire

### Débuts
Le bataillon est créé en 1849.

### Bataillon parachutiste
L’armée népalaise créé le 22 août 1965 sa première compagnie parachutiste ainsi qu’une école de formation au parachutisme militaire. Cette force compte cent quinze hommes, entraînés entre 1965 et 1966 en Israël. Entre 1968 et 1969, la compagnie est transformée en bataillon et participe au début des années 1970 au désarmement des résistants tibétains basés au Népal. Le 11 mars 1975, le bataillon reprend les couleurs du régiment Bhairavnath..

## Organisation
Initialement placé sous le commandement direct de l’état-major de l’armée népalaise, le bataillon est intégré en 1982 à la brigade de soutien de Katmandou, puis devient un élément de la 1re brigade en 1985.
En 1992, il est constitué de quatre compagnies de fusiliers numérotées de A à D et d’une compagnie du quartier-général comprenant un peloton de mortiers, un peloton de mitrailleuses, un peloton antichar, un peloton de d’intendance et un de transport. Le commandement de l’unité est assuré par un officier ayant le grade de lieutenant-colonel.

## Exactions pendant la guerre civile népalaise
Pendant la guerre civile népalaise, la caserne du bataillon située à Maharajgunj sert de camp d’internement extrajudiciaire. Les prisonniers sont des personnes suspectées de liens avec les insurgés maoïstes et sont enlevées arbitrairement par des soldats habillés en civil. Les prisonniers sont maintenus une grande partie du temps les yeux bandés et les mains attachées dans le dos. Les soldats battent et torturent régulièrement les prisonniers, qui sont par ailleurs peu et mal nourris et se voient refusé tout accès aux soins. Certains prisonniers meurent des suites des exactions commises, d’autres sont emmenés dans la jungle, où ils sont sommairement exécutés.
Malgré le changement de gouvernement, les militaires du bataillon n’ont pas été inquiétés pour ces faits. Une commission d’enquête a été formée, mais n’a donnée aucun résultat. D’après les familles de disparus, le travail de la commission a été volontairement saboté par le gouvernement, qui a nommé à sa tête le lieutenant-colonel Raju Basnet, commandant du bataillon à l’époque de la guerre civile et lui-même accusé par ces familles de plusieurs dizaines de meurtres.